# Østbanen
Østbanen er en dansk jernbane på Østsjælland (Stevns). Østbanen påbegyndte drift 1. juli 1879. I dag er Østbanen en del af Lokaltog. Samtlige stationsbygninger blev tegnet af Heinrich Wenck. 

## Banen
Østbanen er en del af R-Nettet. Den består af linjerne 110R (Køge-Fakse Ladeplads) og 210R (Køge-Rødvig).
Før Lint 41-togsættenes indsættelse og før opgraderingen fra 80 km/t til 100 km/t, kørte togene i mange år sammenkoblet to og to fra Køge til Hårlev, hvor de blev skilt ad, og det forreste togsæt fortsatte til Fakse Ladeplads, mens det bageste kørte til Rødvig. På turen tilbage til Køge blev togene igen sammenkoblet i Hårlev. I dag efter Lint 41-togsættenes indsættelse køres der i 15 min.-drift mellem Køge og Hårlev, mens der er 30 min.-drift mellem Hårlev og Fakse Ladeplads henholdsvis Rødvig. Det vil sige, at hver andet tog fra Køge kører til Fakse Ladeplads og hvert andet tog kører til Rødvig.
I 1964 begyndte Østbanens tog at fortsætte fra Køge til Roskilde ad Lille Syd, hvormed man altså kunne køre direkte fra Roskilde til Rødvig og Fakse Ladeplads. Denne ekstra kørsel ophørte med køreplansændringen den 30. september 1990.
I 2014 foreslog Transportministeriet at udbyde trafikken på Lille Syd mellem Roskilde og Køge til Regionstog A/S (nu indgået i Lokaltog), hvormed Østbanen atter ville kunne tilbyde kørsel til Roskilde. Det blev gennemført fra køreplansskiftet 13. december 2020.
Banen blev nedslidt, så farten blev sænket i 2019 og togsæder fjernet i 2011 for at mindske vægt. I begyndelse af 2020 anslog Region Sjælland, at det vil koste ca. 660 mio. DKK at renovere Østbanen. I samarbejde med Transportministeriet undersøgte man i den forbindelse mulighederne for at erstatte de nuværende tog med en BRT-løsning. I 2022 anslog Movia at renoveringen ville koste 1,1 mia. kr., det blev dog reduceret til 800 mio kr, og begyndte i 2023.
Østbanen blev genindviet den 30. oktober 2024, og ved køreplanskiftet 15. december blev hastigheden igen sat op. Ikke alle tog på 110R kører igennem til Køge eller Roskilde. Der skal skiftes til 210R i Hårlev eller Køge, som kører til Roskilde. Køreplan for 110R/210R kan hentes via Rejseplan eller Lokaltog.

## Stationer
| - Køge - Egøje(X) - Vallø(X) - Grubberholm(X) - Himlingøje(X) - Hårlev - Lille Linde(X) - Karise - Tokkerup(X) - Faxe Syd - Faxe Ladeplads | - Køge - Egøje(X) - Vallø(X) - Grubberholm(X) - Himlingøje(X) - Hårlev - Varpelev(X) - Klippinge - St. Heddinge - Rødvig |

Faxe Syd hed tidligere Stubberup, og mellem Tokkerup og Stubberup lå Fakse Station. Da Fakse Station lukkede i 1977, skiftede Stubberup Station navn til Fakse Syd.

## Rullende materiel
Østbanen benytter nye Lint 41-togsæt fra 2011. Før det kørtes der med 30 år gamle Y-tog, også kaldet "Grisen" på de kanter. Banen har bestilt batteritog som lades op i bl.a Hårlev.